# Моштениця
Моштениця (словац. Moštenica) — село в Банськобистрицькому окрузі Банськобистрицького краю Словаччини. Перша письмова згадка про село датується 1340 роком.

## Населення
| Рік:            | 1994. | 2004.    | 2014.    | 2024.    |
| --------------- | ----- | -------- | -------- | -------- |
| Кількість осіб: | 160   | 189      | 215      | 241      |
| Різниця:        |       | +18,12 % | +13,75 % | +12,09 % |

| Рік:            | 2023. | 2024.   |
| --------------- | ----- | ------- |
| Кількість осіб: | 232   | 241     |
| Різниця:        |       | +3,87 % |

Етнічний склад населення станом на 2001 рік: словаки — 94,12 %, чехи — 0,53 %.
Станом на 31 грудня 2010 року в селі проживало 211 осіб, з них 108 чоловіків та 103 жінки.